# O'Brien's Tower

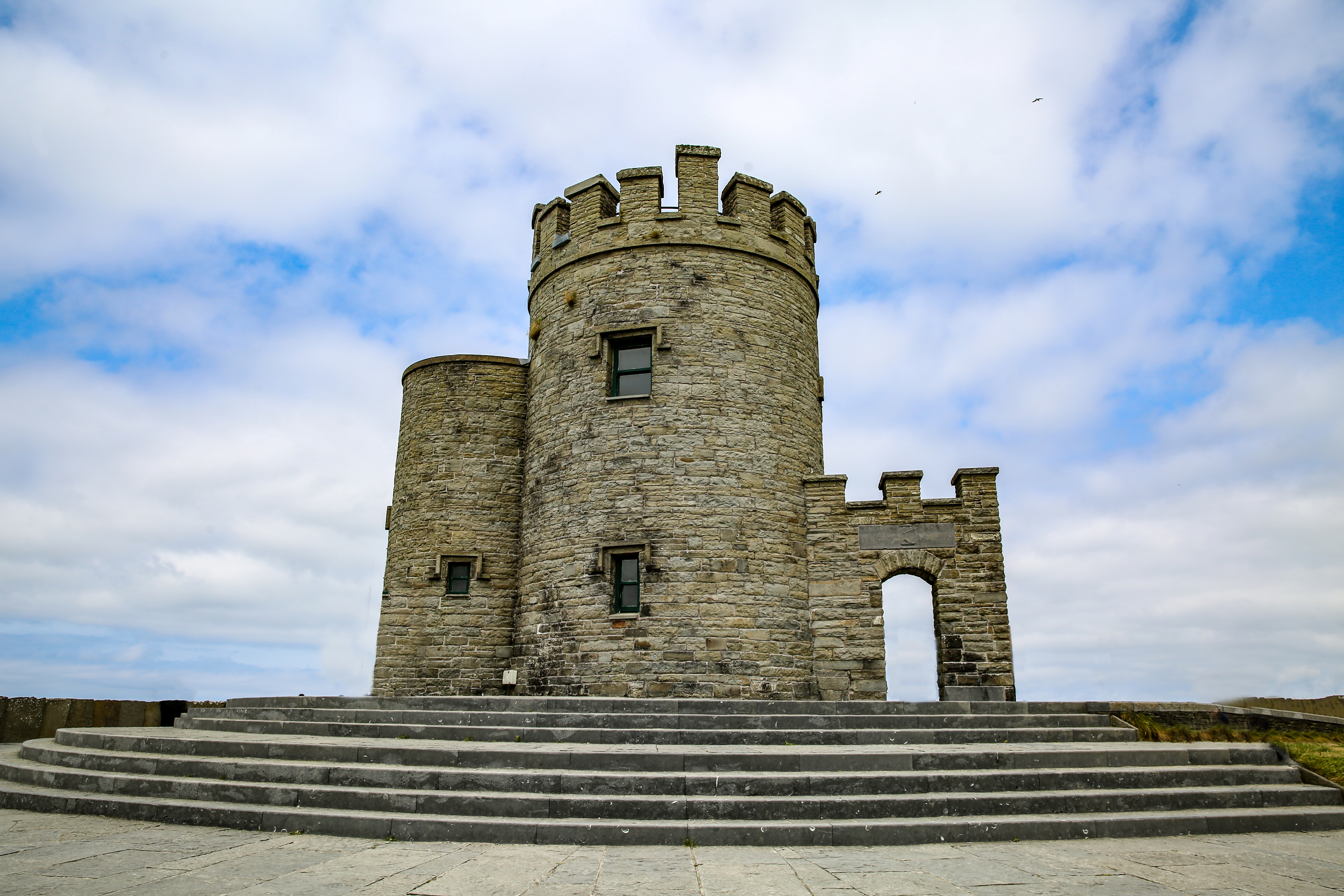
O'Brien's Tower

De O'Brien's Tower is een uitkijktoren op de Kliffen van Moher in Ierland.
De toren stamt uit 1835 en werd gebouwd door de toenmalige landheer Cornelius O'Brien. Hij diende als uitkijktoren voor Engelse toeristen. In 1993 werd de klif als locatie gebruikt voor de tv-serie Bassie & Adriaan: De Geheimzinnige Opdracht.